# Hans Hirzel (Politiker)
Hans Hirzel (* 30. Oktober 1924 in Untersteinbach; † 3. Juni 2006 in Wiesbaden) war ein deutscher Widerstandskämpfer, Politiker und Journalist. Er war Mitglied der Ulmer Abiturientengruppe im Umfeld der Widerstandsgruppe Weiße Rose. Von 1976 bis 1993 war er CDU-Mitglied. 1993 wechselte er zu den Republikanern, wurde deren stellvertretender Bundesvorsitzender und kandidierte bei der Wahl des deutschen Bundespräsidenten 1994 für diese Partei.

## Leben

### Familie
Hans Hirzel war das dritte Kind des liberalen Ulmer Pfarrers Ernst Hirzel und Margarete Hirzel, geborene Gradmann, Tochter des Geographen Robert Gradmann. Ernst Hirzel wurde im Ersten Weltkrieg verletzt. In Tübingen, Berlin und Marburg studierte er Theologie. 1927 wurde er nach Ulm versetzt, wo er für die Martin-Luther-Kirche Ulm und bis 1936 für das Landesgefängnis zuständig war. Er war Mitglied der Bekennenden Kirche. Ernst Hirzels Vater war Karl Hirzel, der zwischen 1897 und 1911 Rektor am Humanistischen Gymnasium Ulm war. Die Eltern hatten sechs Kinder. Konrad Hirzel wurde beim 6. Musikwettbewerb der Hitlerjugend erster.

### Kindheit und Jugend
Hirzel ging vier Jahre lang auf die Volksschule, war aber wegen Kinderlähmung ein Jahr krank. Später besuchte er das Humanistische Gymnasium, heute Humboldt-Gymnasium Ulm, das er im Februar 1943 mit dem Abitur abschloss. 1936 kam Hirzel zur Hitlerjugend und war auch bei der Spielschar. Seit 1941 war er womöglich in der Reichsmusikkammer. Er wurde gemustert aber im Dezember 1942 als 'zeitlich untauglich' zurückgestellt.

### Kontakt zur Weißen Rose
Hirzel lernte 1942 Hans Scholl kennen und verschickte und verteilte zusammen mit Franz J. Müller und seiner Schwester Susanne Hirzel Flugblätter der Weißen Rose. Diese hochgeheime Aktion wurde in der Ulmer Martin-Luther-Kirche hinter dem Orgelprospekt vorbereitet. Der Vater Ernst Hirzel war damals an dieser Kirche Gemeindepfarrer.
Am 17. Februar 1943 wurde er von der Gestapo verhaftet, kam aber zunächst wieder frei und unterrichtete die Familie Scholl über Erkenntnisse der Gestapo über Hans und Sophie Scholl. Kurze Zeit später wurde Hans Hirzel wieder verhaftet. Am 19. April 1943 wurde der damals 18-jährige Gymnasiast Hirzel im zweiten Prozess gegen die „Weiße Rose“ zusammen mit Franz J. Müller zu fünf Jahren Gefängnis verurteilt, seine Schwester Susanne wurde zu sechs Monaten Haft verurteilt.
Am Ende der NS-Diktatur kam Hirzel wieder frei.

### Nach dem Zweiten Weltkrieg
In den fünfziger Jahren war Hirzel Redakteur der Zeitschrift Frankfurter Hefte, anschließend als Privatsekretär des katholischen Publizisten Walter Dirks, darauf als wissenschaftlicher Assistent bei Theodor W. Adorno am Frankfurter Institut für Sozialforschung.
Hirzel wurde 1976 CDU-Mitglied. Am 50. Jahrestag seiner Verurteilung, am 19. April 1993, wurde er Parteimitglied bei den „Republikanern“. Er war stellvertretender Bundesvorsitzender der Republikaner und kandidierte bei der Wahl des deutschen Bundespräsidenten 1994 für diese Partei, die acht Sitze in der Bundesversammlung hatte. Er trat in allen drei Wahlgängen an und erhielt jeweils die wenigsten Stimmen, nämlich 12 (1. Wahlgang) bzw. 11 (2. und 3. Wahlgang). Hirzel konnte wie auch alle anderen Kandidaten (mit einer Ausnahme) mehr Stimmen auf sich vereinigen als seine Partei Sitze in der Versammlung hatte. 1997 wurde er Stadtverordneter in Wiesbaden. Den Ruhstorfer Abgrenzungsbeschluss gegenüber extremistischen und verfassungsfeindlichen Organisationen bezeichnete er in einem Artikel für die Zeitschrift Nation und Europa als schädlich für die Partei. 2001 trat er aus der Partei und der Fraktion aus und blieb bis Mitte Februar 2006 parteiloser Stadtverordneter. Er unterstützte in dieser Zeit die CDU-FDP-Koalition und verhalf ihr so zu einer Ein-Stimmen-Mehrheit im Stadtparlament.
Er schrieb für die Wochenzeitung Junge Freiheit. Dem Protest gegen deren Ausschluss von der Leipziger Buchmesse 2006 schloss er sich an.
Hirzel starb nach langer schwerer Krankheit im Juni 2006 in Wiesbaden. Sein Grab befindet sich in Wiesbaden-Dotzheim auf dem dortigen Waldfriedhof. Er wird in der Ulmer DenkStätte Weiße Rose porträtiert.

## Film
- Die weiße Rose, deutscher Spielfilm von 1982, Regie: Michael Verhoeven
- Die Widerständigen – Zeugen der Weißen Rose, deutscher Dokumentarfilm von 2009, Buch und Regie: Katrin Seybold